# Kindrivka, Kremenciuk
Kindrivka (în ucraineană Кіндрівка) este un sat în comuna Ialînți din raionul Kremenciuk, regiunea Poltava, Ucraina.

## Demografie
Componența lingvistică a localității Kindrivka
     Ucraineană (92,31%)
     Rusă (7,69%)
Conform recensământului din 2001, majoritatea populației localității Kindrivka era vorbitoare de ucraineană (92,31%), existând în minoritate și vorbitori de rusă (7,69%).